# Four-ès-Feins
Four-ès-Feins, le Four des Fées, est une allée couverte située à Miniac-Morvan dans le département français d'Ille-et-Vilaine.

## Protection
L'édifice est classé au titre des monuments historiques en 1965.

## Description
L'allée couverte s'étend sur 10 m de long et 1,50 m de large selon une orientation est-ouest. Elle est délimitée par six orthostates côté sud et cinq autres côté nord, d'une hauteur comprise entre 0,50 m et 0,60 m. Trois dalles de couverture (épaisseur 0,50 m à 0,60 m) et la dalle de chevet sont encore en place. Toutes les dalles et plusieurs blocs épars, visibles à proximité immédiate qui devaient constituer à l’origine des éléments de la construction, sont en granite.